# Grand Prix moto Expo 92
Le Grand Prix moto Expo 92 a eu lieu seulement en 1988, en remplacement cette année-là du Grand Prix moto du Portugal. Cette épreuve de vitesse moto faisait partie du championnat du monde de vitesse moto.

## Vainqueurs du Grand Prix Expo 92
| Saison | Circuit | 80 cm³                 | 250 cm³              | 500 cm³               | Résultats |
| ------ | ------- | ---------------------- | -------------------- | --------------------- | --------- |
| 1988   | Jerez   | Jorge Martínez (Derbi) | Juan Garriga (Honda) | Eddie Lawson (Yamaha) | Résultats |